# Лугова вулиця (Київ, Оболонський район)
Лугова́ ву́лиця — вулиця в Оболонському районі міста Києва, місцевість Пріорка, промислова зона Оболонь. Пролягає від Автозаводської до Богатирської вулиці. 
Прилучаються вулиці Бережанська, Коноплянська і Сім'ї Кульженків. У кінці сполучається з вулицею Левка Лук'яненка шляхопроводом, побудованим у середині 1980-х років.

## Історія
Вулиця виникла у 1-й половині XIX століття під такою ж назвою. У 1955 році частина Лугової вулиці та 1-й Старо-Забарський провулок були об'єднані під назвою Мукачівська вулиця. 
1958 року вулиця набула назву Ланцюгова, сучасну назву було повернуто 1961 року. У 1970-ті роки продовжена до сучасних меж, розширена і перебудована.

## Цікавий факт
У різні роки назву Лугова мав ряд київських вулиць: Батуринська, Іжкарська, Володимира Брожка, Прилужна, Тихонівський провулок, Ясинуватський провулок.

## Однойменні вулиці
- Дарницький район

Лугова вулиця;
Луговий провулок.
- Деснянський район

Луговий провулок.
- Дніпровський район

Лугова вулиця (Воскресенські сади).
- Солом'янський район

Лугова вулиця.